# Cantonul Cerisy-la-Salle
Cantonul Cerisy-la-Salle este un canton din arondismentul Coutances, departamentul Manche, regiunea Basse-Normandie, Franța.

## Comune
| Comune                  | Populație (1999) | Cod poștal | Cod INSEE |
| ----------------------- | ---------------- | ---------- | --------- |
| Belval                  | ...              | 50210      | 50044     |
| Cametours               | ...              | 50570      | 50093     |
| Cerisy-la-Salle         | ...              | 50210      | 50111     |
| Guéhébert               | ...              | 50210      | 50223     |
| Montpinchon             | ...              | 50210      | 50350     |
| Notre-Dame-de-Cenilly   | ...              | 50210      | 50378     |
| Ouville                 | ...              | 50210      | 50389     |
| Roncey                  | ...              | 50210      | 50437     |
| Saint-Denis-le-Vêtu     | ...              | 50210      | 50464     |
| Saint-Martin-de-Cenilly | ...              | 50210      | 50513     |
| Savigny                 | ...              | 50210      | 50569     |